# Pulo Batee
Pulo Batee is een bestuurslaag in het regentschap Pidie van de provincie Atjeh, Indonesië. Pulo Batee telt 624 inwoners (volkstelling 2010).